# Casa Aubaldesca
Casa Aubaldesca és una edificació de Vilalba dels Arcs (Terra Alta) inclosa a l'Inventari del Patrimoni Arquitectònic de Catalunya.

## Descripció
Edifici de planta baixa més dues plantes pis. S'accedeix a l'interior mitjançant un arc rebaixat i un porxo. A la planta primera hi ha una tribuna central i obertures ovalades laterals. A la planta segona les obertures també són simètriques. La coberta de la tribuna serveix de balcó de l'obertura central del segon pis. Una petita cornisa amaga la coberta de teula àrab. La façana és de paredat arrebossat i pintat.